# 15594 Castillo
15594 Castillo eller 2000 GG95 är en asteroid i huvudbältet som upptäcktes den 6 april 2000 av LINEAR i Socorro County, New Mexico. Den är uppkallad efter Jesse L. Castillo.
Asteroiden har en diameter på ungefär 4 kilometer.